# Doom
Doom (englisch für „Verhängnis, Verderben, Verdammnis, Untergang“ oder böses „Schicksal“; Eigenschreibweise: DOOM) ist eine Ego-Shooter-Serie. Der namensgebende erste Teil wurde am 10. Dezember 1993 von id Software veröffentlicht. Wegen der 3D-Grafik und des kommerziellen Erfolgs gilt der Titel als Meilenstein im Bereich der Computerspiele.
In Deutschland standen Doom und sein Nachfolger Doom 2 – Hell on Earth seit Mai 1994 bzw. Dezember 1994 auf der Liste für jugendgefährdende Medien der Bundesprüfstelle für jugendgefährdende Schriften (BPjS) und durften im nachfolgenden Zeitraum in Deutschland nicht geschäftlich beworben werden. Am 4. August 2011 wurden die Spiele nach einem Antrag des Rechteinhabers von der Liste gestrichen. Lediglich die amerikanische Version von Doom 2 verblieb bis 2019 auf der Liste, da sich dort zwei aus dem indizierten und bundesweit beschlagnahmten Spiel Wolfenstein 3D übernommene Levels finden. Die USK erteilte den für den deutschen Markt bestimmten Spielen am 30. August 2011 eine Altersfreigabe ab 16 Jahren.

## Veröffentlichte Spiele
Hauptreihe
- 1993: Doom
  - 1995: The Ultimate Doom
- 1994: Doom 2: Hell on Earth
  - 1995: Master Levels for Doom 2
- 2004: Doom 3
  - 2005: Doom 3: Resurrection of Evil
  - 2012: Doom 3 BFG Edition
- 2016: Doom
- 2020: Doom Eternal
- 2025: Doom: The Dark Ages

Ableger
- 1996: Final Doom
- 1997: Doom 64
- 2005: Doom RPG
- 2009: Doom Resurrection
- 2009: Doom 2 RPG
- 2017: Doom VFR
- 2023: Mighty Doom

## Hauptreihe

### Doom
Der erste Teil von Doom wurde am 10. Dezember 1993 veröffentlicht. Der deutsche Vertrieb erfolgte durch cdv Software sowie durch Pearl Agency. Inhaltlich dreht sich das Spiel um fehlgeschlagene Teleportationsexperimente der Union Aerospace Corporation (UAC) auf den beiden Marsmonden Phobos und Deimos. Dabei öffnet sich ungewollt ein Portal zur Hölle. Dämonen besetzen die Forschungseinrichtungen, Menschen werden getötet oder in Zombies verwandelt. Der Spieler schlüpft in die Rolle eines Space Marines, der sich auf dem Mond Phobos befindet und sich den Höllenkreaturen stellt.
Mit der verwendeten Doom-Engine setzte Entwickler id Software zum Veröffentlichungszeitpunkt neue Maßstäbe im Bereich der 3D-Grafik. Im Vergleich zu Wolfenstein 3D konnte die Engine schrägwinklige Grundrisse umsetzen und erlaubte zusätzlich die Erstellung unterschiedlich hoher sowie runder Räume, was neue Gestaltungsmöglichkeiten für das Leveldesign ermöglichte. Sie verwendete auch weiterhin keine Polygone, sondern setzte zum Erzeugen des dreidimensionalen Eindrucks auf Raycasting-Techniken. Texturen, Gegenstände und Gegner basierten auf zweidimensionalen Grafiken (u. a. Sprites). Mit dem Binary Space Partitioning (BSP) war es möglich, große Level auch für 386er-PCs darzustellen. Ein weiteres populäres Feature von Doom war der Mehrspieler-Modus mit bis zu drei weiteren Spielern über ein Netzwerk.
Der Quelltext des Spieles wurde 1997 freigegeben. Seit der Freigabe haben sich verschiedene Projekte des Programms angenommen und es beispielsweise auf andere Betriebssysteme portiert sowie Programmfehler und Beschränkungen der Grafik-Engine entfernt.
In Deutschland wurde Doom von der Bundesprüfstelle für jugendgefährdende Schriften (BPjS) wegen der Gewaltdarstellung indiziert. Dies wurde im Bundesanzeiger Nr. 100 vom 31. Mai 1994 bekannt gegeben. Im August 2011 wurde im Bundesanzeiger Nr. 131 vom 31. August 2011 die Listenstreichung verkündet.

### Doom 2: Hell on Earth
Doom 2: Hell on Earth wurde am 30. September 1994 veröffentlicht. Der deutsche Vertrieb erfolgte durch cdv Software. Als Nachfolger von Doom unterscheidet es sich technisch kaum von diesem und bietet lediglich neue Levels, neue Texturen, einige neue Gegner und eine weitere Waffe, die doppelläufige Flinte. Die Handlung schließt direkt an den Vorgänger an. Nachdem der vom Spieler gelenkte Space Marine aus der Hölle entkommen ist, begibt er sich zurück zu seiner Heimat auf die Erde. Dort muss er feststellen, dass die Dämonen auch hier schon die Oberhand gewonnen haben, und so macht er sich auf, die Erde vor den Geschöpfen der Hölle zu bewahren. Nachdem alle übrigen Menschen auf ein Raumschiff evakuiert wurden, macht sich der Spieler auf, um das Portal zu finden, durch das die Dämonen auf die Erde gelangt sind. Als er dieses schließlich im Herzen seiner Heimatstadt gefunden hat, stellt er fest, dass es sich nur von der anderen Seite aus verschließen lässt, und so betritt er ein weiteres Mal die Höllendimension, um die Erde zu retten.
Die US-Version von Doom 2 beinhaltet zwei geheime Level, welche fast vollständige Kopien der Level 1 und 9 aus Episode 1 von Wolfenstein 3D waren. Diese Level wurden für die in Deutschland vermarktete Version entfernt, da sie von Nazis bevölkert werden und deshalb Hakenkreuze und Adolf-Hitler-Porträts darin zu sehen sind. Jedoch wurde Doom 2 wie sein Vorgänger wegen der Gewaltdarstellungen von der BPjS indiziert. Die Indizierung wurde wie die des Vorgängers im August 2011 aufgehoben. Das galt damals nicht für die US-Version von Doom 2: diese blieb aufgrund der enthaltenen Programmteile des beschlagnahmten Wolfenstein 3D bis 2019 indiziert. Der Reform des USK-Freigabenpraxis und der erstmaligen Anwendung des Sozialadäquanzprinzips ab 2018 ermöglichte für Wolfenstein 3D eine Aufhebung der Beschlagnahme im September 2019 und der Indizierung im Oktober 2019, so dass die Listenstreichung der US-Version von Doom 2 ebenfalls im Dezember 2019 erfolgen konnte.

### Doom 3
Am 3. August 2004 wurde Doom 3 in den USA veröffentlicht. In Deutschland erschien das Spiel am 13. August 2004 auf drei CDs in der ungekürzten englischen Originalversion mit deutschem Handbuch. Trotz großer Veränderungen in Gameplay und Grafik verbindet das Spiel immer noch die typischen Doom-Aspekte Horror und brachiale Action miteinander.
Wegen der kontinuierlichen Erfolge der vorherigen Spiele von id Software entwickelte sich Doom 3 zu einem mit großer Spannung erwarteten Spiel. Der Publisher Activision startete zum Erscheinungstermin nach eigenen Angaben die größte Auslieferung in der Geschichte von Activision Deutschland.
Doom 3 wurde als erster Ego-Shooter von id Software in Deutschland nicht indiziert: Das Spiel ist ab 18 Jahren freigegeben und ist für Linux, macOS, Windows, Xbox, Xbox 360 und die PlayStation 3 erschienen.
Die Linux-Version wurde am 5. Oktober 2004, die Mac-OS-X-Version am 14. März 2005 und die Version für die Xbox am 4. April 2005 veröffentlicht. Mit dem Patch auf die Version 1.3 wurde zudem das Anti-Cheat-Tool PunkBuster in den Mehrspieler-Modus eingeführt. Auch das Einlegen der originalen Spiel-CD ist mit dem Patch nicht mehr erforderlich.

### Doom(2016)
Im Mai 2008 wurde auf der öffentlichen Website des Entwicklerstudios bekannt gegeben, dass id Software weiteres Personal zur Entwicklung einer Fortsetzung einstellen will. Die Handlung des Spieles wird vom englischen Autor Graham Joyce verfasst. Der Ego-Shooter sollte ursprünglich auf der neuen Grafikengine id Tech 5 basieren, die bereits für den id-Software-Titel Rage (2011) verwendet wurde und in Wolfenstein: The New Order und The Evil Within (beide 2014) zum Einsatz kam. Auf der Quakecon 2014 wurde bestätigt, dass Doom auf der Nachfolge-Engine id Tech 6 aufbaut. Obwohl auf der E3 2015 der Einzelspieler-Modus im Fokus von Bethesdas Präsentation stand, wird der Doom-Reboot klassische Mehrspieler-Varianten mit sehr hohem Tempo bieten, wobei Spielmodi wie Deathmatch und Capture the Flag fest eingeplant sind. Zusätzlich soll es möglich sein, über einen sogenannten Snapmap-Editor eigene Inhalte und Spielvarianten zu schaffen.
Vorbesteller des am 20. Mai 2014 veröffentlichten Computerspiels Wolfenstein: The New Order erhielten die Möglichkeit, am Test der Doom Beta teilzunehmen. Diese Ankündigung war zugleich die erste offizielle Bestätigung des Reboots von Doom. Der Betatest fand in Europa vom 1. bis 4. April 2016 statt. Unterstützte Plattformen sind Windows sowie die Next-Gen-Konsolen PlayStation 4 und Xbox One. Doom wurde erstmals auf der QuakeCon 2014 dem Publikum vorgestellt und soll, wie auf der E3 2015 angekündigt, im Frühjahr 2016 erscheinen. Im Februar 2016 präzisierte der Publisher Bethesda Softworks das Erscheinungsdatum auf Freitag, den 13. Mai 2016. Kostenpflichtige Zusatzinhalte sind für die Zeit nach dem Release geplant und werden von Bethesda einzeln oder zusammengefasst in einem Season Pass vertrieben.

### Doom Eternal
Auf der E3 2018 kündigte Bethesda Softworks mit Doom Eternal den direkten Nachfolger zu Doom (2016) an. Auf der Quakecon 2018 wurde die Fortsetzung erstmals dem Publikum präsentiert. Doom Eternal erschien am 20. März 2020 für Windows, Xbox One und PlayStation 4 sowie Google Stadia. Am 8. Dezember wurde es auch für Nintendo Switch veröffentlicht. Das Spiel wurde von id Software auf Basis der neuen Engine id Tech 7 entwickelt. Vorbesteller erhielten eine Neuauflage von Doom 64 für aktuelle Plattformen.

## Ableger

### Final Doom
Bei Final Doom handelt es sich um einen von TeamTNT entwickelten und im Jahr 1996 offiziell von id Software veröffentlichten „Nachfolger“ zu Doom II. Final Doom beinhaltet zwei neue Episoden (TNT: Evilution und The Plutonia Experiment) mit je 32 Levels und basiert auf der gleichen Spiel-Engine wie bereits Doom II.
Final Doom ist eigenständig lauffähig und wurde zusammen mit der Portierung für Windows 95 (Doom95) verkauft. Es existieren jedoch auch DOS-Versionen, bei denen es sich um eine Modifikation der ursprünglichen Doom2.exe handelt. Mithilfe des Doom95-Startprogramms können alle Versionen von Doom (Doom Shareware/Doom/Ultimate Doom, Doom 2, Final Doom/The Plutonia Experiment, Final Doom/TNT: Evilution) eingebunden und somit direkt unter Windows-Betriebssystemen gestartet werden. Dadurch sind auch höhere Bildschirmauflösungen möglich, wobei die Bitmaps der Waffen, Monster usw. die niedrige Standard-Auflösung behalten. Unter Windows 2000/XP und Vista ist die Maussteuerung für Doom95 allerdings ohne Funktion, da der veraltete VXD-Maustreiber nicht mehr unterstützt wird.
Neben der PC-Version ist Final Doom auch auf der PlayStation 1 erschienen. Diese Konsolenumsetzung enthält jedoch andere Level und auch Reihenfolgen als die für den PC veröffentlichte Variante. Die Level bestehen aus den Masterleveln für Doom II sowie Final Doom. Eine weitere Veränderung ist der eigens für die PlayStation-Version komponierte Soundtrack.

### Doom 64
Das 1997 von Midway Games San Diego in Abstimmung mit id Software für die Spielkonsole Nintendo 64 veröffentlichte Doom 64 war nach Doom 2 der nächste eigenständige Teil der Doom-Serie. Die Story spielt nach den Ereignissen von Doom 2 und beschreibt wie ein völlig neuer Dämon, genannt „Mother Demon“, die gerade erst von Monstern befreite Marsbasis neu bevölkert. Ziel des Spieles ist es, alle Monster zu beseitigen. Spielerisch beinhaltete es keine wesentlichen Änderungen, brachte aber einige technische Neuerungen in die Serie ein. Doom 64 beinhaltet 32 eigens für die Konsole kreierte Level, neue Texturen mit höheren Auflösungen, sowie neue Grafiken für die Waffen und Monster, welche die Fähigkeiten des Nintendo 64, wie etwa Antialiasing, nutzen konnten. Die bekannten Waffen aus dem zweiten Teil wurden übernommen und teilweise mit einem Rückstoß versehen. Neu ist eine dämonische Laserkanone namens „Unmaker“, die durch drei in den Leveln versteckte Artefakte aufgerüstet werden kann. Technisch basierte Doom 64 auf einer weiterentwickelten Doom-2-Engine. Erstmals wurde die Möglichkeit genutzt, Räume übereinander zu platzieren, die Umgebung farbig zu beleuchten oder die Skybox zu animieren.

### Doom RPG
Id Software veröffentlichte im Jahr 2005 das von Fountainhead Entertainment entwickelte Handyspiel Doom RPG. Dabei handelt es sich um ein rundenbasiertes Rollenspiel, das viele Grafiken der ersten beiden Teile der Doom-Serie wiederverwendet. Das Spielprinzip wurde um einige Ideen aus Doom 3 ergänzt, sodass beispielsweise E-Mails und Tagebücher von NPCs gelesen werden können. In Deutschland wurde 2006 eine vollständig lokalisierte und zensierte Version auf den Markt gebracht. Ein Nachfolger erschien unter dem Titel Doom II RPG 2009 für Mobiltelefone.

### Doom Resurrection
Hierbei handelt es sich um ein Ego-Shooter-Survival-Horrorspiel, das von Escalation Studios entwickelt und von id Software 2009 für das iOS veröffentlicht wurde. John Carmack leitete das Entwicklungsteam. Das Setting von Doom Resurrection ist parallel zu Doom 3 und nutzt die Charaktere und die Grafik des zuvor entwickelten Spiels.

### Doom VFR
2017 brachte id Software einen auf Doom (2016) basierenden Ableger für die VR-Brillen PlayStation VR und HTC Vive. Das VFR des Titels steht dabei für Virtual Fucking Reality. Es erzählt eine Parallelhandlung zu Doom und arbeitet mit einem Teleport-Bewegungssystem, um dem Gefühl von Übelkeit bei VR-Erlebnissen vorzubeugen.

### Mighty Doom
Mighty Doom ist ein Top-Down-Shooter-Spiel aus dem Jahr 2023, das von Alpha Dog Games entwickelt und von Bethesda Softworks veröffentlicht wurde. Es ist Teil der Doom-Reihe und konzentriert sich darauf, den Slayer-Charakter zu spielen, um im Roguelite-Spielstil durch verschiedene Level zu gelangen. Der Spieler stößt auf unterschiedliche Herausforderungen wie Monster und Umweltgefahren. Das Spiel verfolgt einen anderen visuellen Ansatz als die Haupt-Doom-Spiele, da es ein farbenfroheres und cartoonhafteres Design aufweist.
Mighty Doom wurde erstmals im Jahr 2021 auf Android veröffentlicht. Im März 2023 erhielt es eine offizielle weltweite Veröffentlichung sowohl auf Android- als auch auf iOS-Plattformen. Das Spiel erhielt gemischte Kritiken, die sein künstlerisches Design, seine Roguelite-Elemente und seinen Soundtrack lobten, aber seinen Mangel an Originalität und die aufdringliche Implementierung von Mikrotransaktionen kritisierten.
Im Mai 2024 wurde das Studio Alpha Dog Games geschlossen, am 7. August desselben Jahres wurde Mighty Doom eingestellt und ist auf Android- und iOS-Plattformen nicht mehr verfügbar.

## Lizenzprodukte

### Filme
Nach einigen Leinwand-Adaptionen von Computerspielen wie Resident Evil und Tomb Raider gesellte sich am 28. Oktober 2005 auch eine gleichnamige filmische Umsetzung von Doom hinzu. Das aus den Spielen bekannte Szenario wurde abgeändert: Statt Höllendämonen bedrohen nun menschliche Mutanten die Marsbasis. Es ist vor allem die Adaption der aus Computerspielen bekannten Egoperspektive hervorzuheben. Hauptakteure in diesem Film sind Karl Urban, Rosamund Pike und Dwayne „The Rock“ Johnson. Der Film wurde überwiegend negativ aufgenommen, so erhielt er auf der Seite Rotten Tomatoes nur 20 % und wurde einmal für die Goldene Himbeere nominiert.
2019 wurde mit Doom: Die Vernichtung (Doom: Annihilation) ein zweiter Spielfilm als Direct-to-Video-Produktion veröffentlicht.

### Brettspiel

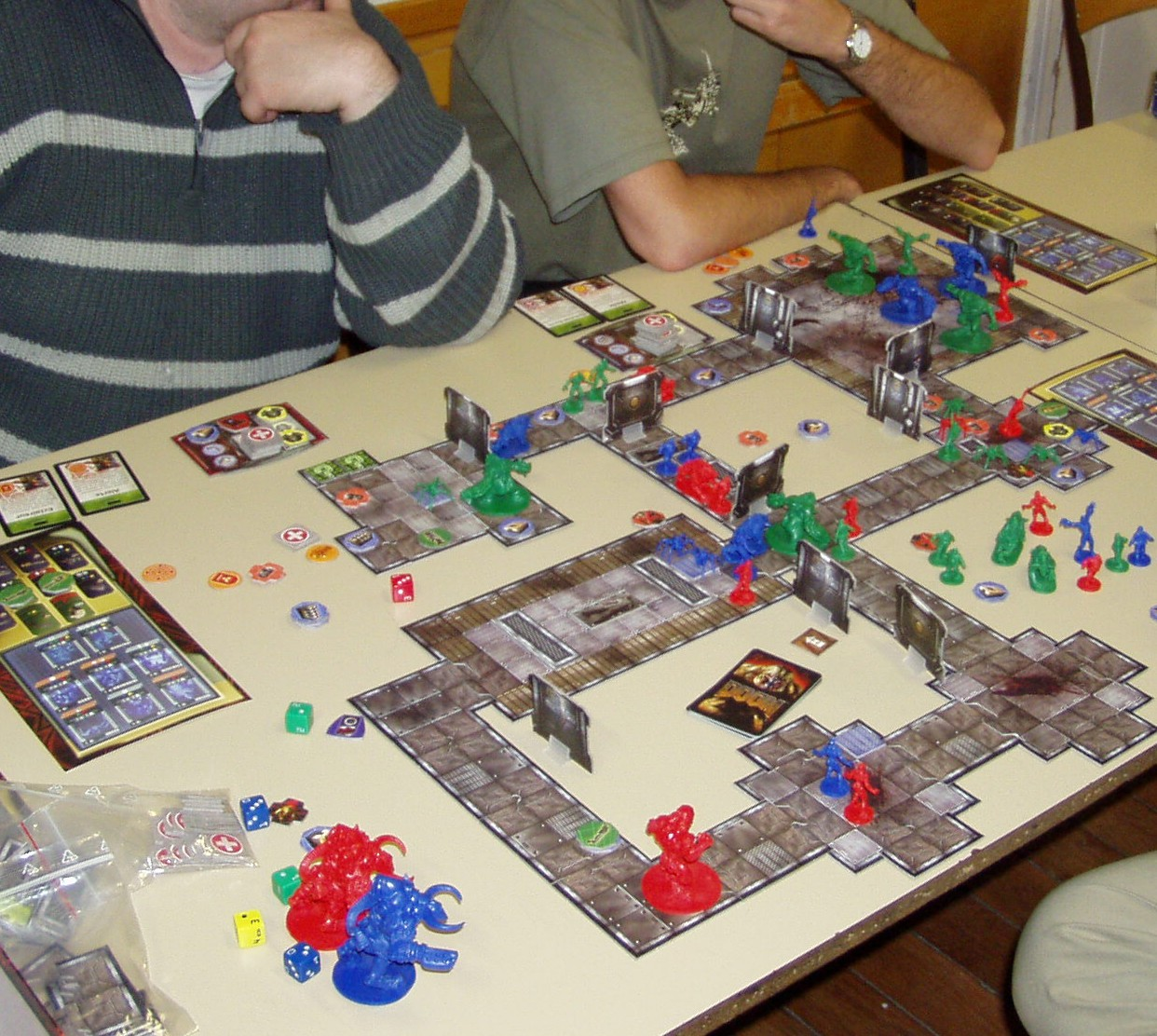
Doom: Das Brettspiel

2004 wurde von Fantasy Flight Games (FFG) ein Brettspiel zum Computerspiel Doom 3 unter dem Namen Doom – Das Brettspiel veröffentlicht. Dieses wurde etwa ein Jahr später auf Deutsch vom Heidelberger Spieleverlag (HSV) herausgegeben. Später kam die Erweiterung „Doom: Das Brettspiel Erweiterung“ heraus. Die deutsche Version erschien im Mai 2008.

### Comic
Der Doom-Comic ist ein sechzehnseitiges Comicheft, das 1996 von Steve Behling und Michael Stewart geschrieben von Tom Grindberg gezeichnet und koloriert wurde. Es wurde von Dana Moreshead für Marvel Comics als Werbeartikel für eine Videospielmesse produziert. Die Geschichte basiert auf der Handlung von Doom sowie Doom 2 und dreht sich um einen Soldaten, der nach einer starken Bewaffnung sucht, um einen Cyberdemon zu besiegen.
Es gibt zwei bekannte Ausgaben des Comics. Die erste war der originale Druck als Werbegeschenk, die zweite Version wurde für die id-Anthology-Kollektion produziert.

### Romane
Zwischen 1995 und 1996 erschienen vier Romane zum Spiel, die offiziell von id Software lizenziert wurden. In deutscher Übersetzung wurden sie ab 2005 veröffentlicht. Der Autor der Romane ist Dafydd ab Hugh, der bereits in der Star-Trek-Szene durch Buchveröffentlichungen bekannt war. Während sich die ersten beiden Teile der Serie noch stark an den klassischen Spielen orientieren, gehen die letzten Fortsetzungen gänzlich neue Wege.
- Dafydd ab Hugh, Brad Linaweaver: Doom – Knee-Deep in the Dead, Band 1, Panini Verlag, ISBN 3-8332-1207-1
- Dafydd ab Hugh, A. B. Hugh, Brad Linaweaver: Doom – Hell on Earth, Band 2, Panini Verlag, ISBN 3-8332-1208-X
- Dafydd ab Hugh, Brad Linaweaver: Doom – Höllischer Himmel, Band 3, Panini Verlag, ISBN 3-8332-1209-8
- Dafydd ab Hugh, Brad Linaweaver: Doom – Endspiel, Band 4, Panini Verlag, ISBN 3-8332-1346-9

Zu der 2005 veröffentlichten Doom-Verfilmung erschien ein entsprechendes Buch:
- John Shirley: Doom – Der Roman zum Film, ISBN 3-8332-1217-9

Matthew J. Costello, der das Script für die Hintergrundgeschichte von Doom 3 geschrieben hatte, arbeitete seine Ideen später zu einem Roman aus, der 2008 erschien. Die deutsche Ausgabe erschien im Juli 2008. 2009 erschien der zweite Band Maelstrom nur auf Englisch.
- Matthew J. Costello: Doom 3: Brennende Welten, Band 1, Panini Verlag, ISBN 3-8332-1743-X
- Matthew J. Costello: Doom 3: Maelstrom, Pocket Star Books, ISBN 1-4165-5385-1

### Weitere Spiele auf Basis der Engines
Hier findet sich eine hierarchische Auflistung der Engines und der Spiele, die darauf basieren:
- Doom-Engine (id Tech 1)
  - 1993 – Shadowcaster (Raven Software) (benutzt einen frühen Prototyp der Engine, der auch schräge Böden und Decken implementierte)
  - 1993 – Doom (id Software)
  - 1994 – Heretic (Raven Software/id Software)
  - 1994 – Doom 2 (id Software)
  - 1995 – Ultimate Doom  (Erweiterte Neuauflage von Doom; enthält die zusätzliche "Thy Flesh Consumed"-Episode) (id Software)
  - 1995 – Hexen: Beyond Heretic (Raven Software/id Software)
  - 1995 – Final Doom (TeamTNT/id Software)
  - 1996 – Heretic: Shadow of the Serpent Riders (Erweiterte Neuauflage von Heretic) (Raven Software/id Software)
  - 1996 – Hexen: Deathkings of the Dark Citadel (kommerzielles Add-on zu Hexen: Beyond Heretic) (Raven Software/id Software)
  - 1996 – Strife: Quest for the Sigil (Rogue Entertainment)
  - 1996 – Chex Quest (Digital Café/General Mills) (Frühstücksflocken-Werbespiel)
  - 1997 – Doom 64 (id Software)
  - 1997 – Chex Quest 2 (Digital Café/General Mills) (Frühstücksflocken-Werbespiel, Add-on für Chex Quest)
  - 2007 – Chex Quest 3 (kostenloses Add-on für Chex Quest, enthält zusätzlich die beiden vorhergehenden Teile)[18]

- Doom-3-Engine (id Tech 4)[19]
  - 2004 – Doom 3 (id Software)
  - 2005 – Doom 3: Resurrection of Evil (Nerve Software/id Software)
  - 2005 – Quake 4 (Raven Software/id Software)
  - 2006 – Prey (Human Head Studios/3D Realms)
  - 2007 – Enemy Territory: Quake Wars (Splash Damage/id Software)
  - 2009 – Wolfenstein (Raven Software/id Software)
  - 2011 – Brink (Splash Damage)

- Doom-Engine (id Tech 6)
  - 2016 – Doom (2016) (id Software)
  - 2017 – Wolfenstein II: The New Colossus (MachineGames)
  - 2017 – Doom VFR (id Software)
  - 2019 – Wolfenstein: Youngblood (MachineGames)
  - 2019 – Wolfenstein: Cyberpilot (Arkane Studios)
- Doom-Engine (id Tech 7)
  - 2020 – Doom Eternal (2020) – id Software

### Freigabe und GPL-Projekte

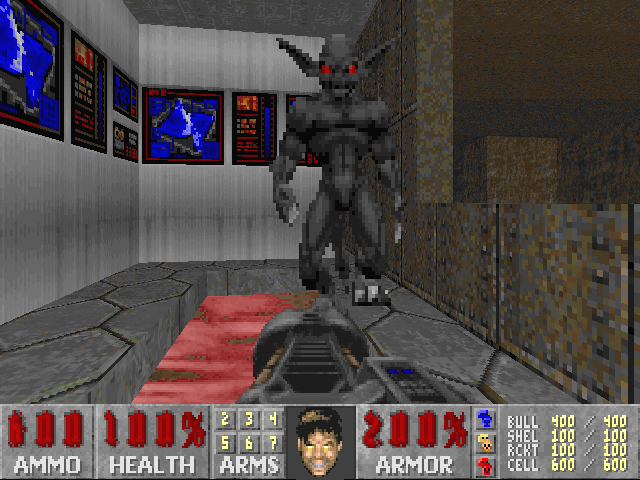
FreeDoom

Auch heute hat das ursprüngliche Doom, auf dessen Engine die Nachfolgetitel Doom 2, Final Doom, Heretic, Hexen sowie weitere unabhängige Spiele aufsetzen, noch eine große Fangemeinde. Einige Ports haben sogar OpenGL- und DirectX-Unterstützung, wodurch die Grafik durchaus mit viel aktuelleren Titeln mithalten kann. Diese Weiterentwicklungen, die dank der GPL-Freigabe der Engine seitens id Software möglich wurden, arbeiten aber dennoch mit den ursprünglichen Grafik- und Level-Dateien (WADs) zusammen, wodurch es gelingt, das alte Flair des Spiels aufrechtzuerhalten. Wahlweise kann man die Sprite-Grafik jedoch auch durch Polygon-Modelle, wie sie in den Titeln der Quake-Reihe verwendet werden, ersetzen.
Um die Sourceports auch ohne die Originalspiele, die noch immer geschützt sind und käuflich erworben werden können, zu benutzen, hat sich im Internet eine Gruppe von Fans unter dem Projektnamen FreeDoom zusammengefunden, um Inhalte (Level, Grafiken, Texturen und Soundeffekte) für eine vollständig freie Doom-Version zu erstellen und unter einer modifizierten BSD-Lizenz zu veröffentlichen.

#### Doomauf anderen Geräten
Die Freigabe des Quellcodes durch den Hersteller machte Doom zu einem beliebten Demo-Programm und einer Benchmark auf selbst gehackter Hardware aller Art, welche einen Grafikbildschirm und Eingabemöglichkeiten besitzt. Doom auf ein ungewöhnliches und für Spiele nicht vorgesehenes Gerät zu portieren, wurde zu einem beliebten Freizeitsport und Meme. So gibt es Doom für grafische Taschenrechner, Geldautomaten, Kühlschränke, Mobiltelefone älterer Bauart, Digitalkameras, medizinische Ultraschallprüfgeräte, Smartwatches, Laufbänder, elektronische Wahlgeräte, Rasenmähroboter und Bordcomputer. Obligatorisch sind Portierungen auf spielgeeigneter Hardware, für die das Originalspiel nie erschienen ist, wie der Nintendo GameCube. Bei Portierungen auf Hardware, die älter ist als das Originalspiel, wie Commodore VC20, Commodore Amiga oder auf Computern von Atari, besteht die besondere Herausforderung darin, authentische und originale Hardware-Erweiterungen zu finden, mit denen das Spiel (unter Kompromissen bei Grafik, Performance und Sound) lauffähig wird.